# Tyers
Tyers is een plaats in de Australische deelstaat Victoria en telt 864 inwoners (2006).